# Kenai-folyó
A Kenai-folyó egy 132 km hosszú folyó az Amerikai Egyesült Államok Alaszka államában, a Kenai-félszigeten. A 'Kenai',
Dena'ina nyelven Kahtnu.

## Földrajz
A Kenai-folyó vize a Kenai-hegység olvadó hó- és jégtömegéből
származik. A Kenai-folyó a Kenai-tóból ered, úgy, hogy a
Kenai-tó összeszűkül, amikor áthalad a Kenai-kanyon szűk
hasadékán, felgyorsul és gyorsfolyású folyó lesz belőle. Ez a szakasz 3,2 km hosszon tart, ekkor a
folyó lelassul és beletorkollik a Russian-folyó Cooper Landing közelében.
A Kenai-tótól 27,8 km-re a folyó eléri a Skilak-tavat. A folyó
ezután elhagyja a tavat és 34 km után a Cook Inletnél, Kenai és Soldotna
városok mellett torkollik be a Csendes-óceánba.

## Élővilág
A Kenai-folyó a legnépszerűbb sporthorgász úticél Alaszkában. A folyó
bővelkedik a különféle lazacokban (királylazac, gorbusalazac,
vörös lazac).  Itt fogták ki a világrekorder
(44 kg-os) királylazacot 1985-ben. A folyó nem bővelkedik
úgy királylazacban, mint Alaszka többi folyója, de a Kenai az itt élő hatalmas példányokról ismert. A
folyóban él még szivárványos pisztráng és Dolly Varden pisztráng, mely
több mint 76 cm hosszúra is megnőhet.
A folyó környékén számos madárfaj, medve és jávorszarvas él. A folyó
torkolatától 6 mérföldre, belugákat lehet megfigyelni.
A folyó közelében számos állami üdülőpark és vadrezervátum
található.

## Fordítás
Ez a szócikk részben vagy egészben  a   Kenai River című angol Wikipédia-szócikk ezen változatának fordításán alapul.  Az eredeti cikk szerkesztőit annak laptörténete sorolja fel. Ez a jelzés csupán a megfogalmazás eredetét és a szerzői jogokat jelzi, nem szolgál a cikkben szereplő információk forrásmegjelöléseként.